# San José de Chiquitos
San José de Chiquitos é uma cidade da Bolívia, capital da província de Chiquitos.

## Património Mundial
A cidade é famosa como parte das Missões Jesuíticas de Chiquitos. Em 1990, foi declarada como Património Mundial.